# ファイナルイメージ
株式会社ファイナルイメージ（FINALIMAGE）は、主に企業や商品のプロモーション映像の企画・制作・デザインを行っている日本の企業である。2000年5月に設立された。

## 特徴
番組タイトルやトヨタ自動車の高級ブランド・レクサスなどの商品プロモーション映像を制作。大型映像の実績が多くマンションパビリオン内の映像ソフトをはじめプロジェクションマッピング、ホログラム映像なども手がける。
マルチメディアグランプリ2000 （現 デジタルコンテンツグランプリ）CGデザイン賞を受賞。

## 会社概要
- 本社：東京都港区赤坂八丁目5番40号
- 代表取締役社長：篠藤豊和
- 取締役：篠藤章子（新村レイ）

## 主な作品
- Mizuno Dare to Dream 2020
- 浜崎あゆみ AYU TRANS ミュージックビデオ
- 富士通テン ECLIPSEPV
- アシックスデポルテPV
- NTTファシリティーズPV
- ソフトバンクPV
- レクサスPV
- InterBee2007,2008,2009
- 公文PV
- ランサーエボリューションPV
- プラウドタワー東雲
- THE ROPPONGI TOKYO
- パークコート神宮前
- パークコート神楽坂
- ブリリアマーレ有明
- ブリリア有明スカイタワー
- ブリリア有明シティタワー
- ブリリアシティ横浜磯子 YOKOHAMA THE PEAK
- SKYZ TOWER&GARDEN

## 主な番組タイトル作品
- ヒストリーチャンネル
- スターチャンネル
- ファ見る!
- ファミリー劇場
- スーパードラマTV
- WITHOUT A TRACE/FBI 失踪者を追え!
- HEROES
- ターミネーター サラ・コナー・クロニクルズ
- ゴシップガール
- The O.C.
- アグリー・ベティ